# Drept administrativ
Dreptul administrativ reprezintă o componentă esențială a ramurii de drept public și se ocupă de reglementarea activităților administrative care asigură buna organizare și funcționare a statului și a structurilor sale organizatorice. În perioada formării statului, necesitatea de a desfășura astfel de activități administrative a condus la dezvoltarea normelor care stabileau obligații pentru cei care se ocupau de aceste activități. Înainte de a deveni o ramură distinctă a dreptului, normele de drept administrativ nu erau bine conturate și nu constituiau o categorie separată de celelalte norme juridice.
Momentul definitoriu pentru dezvoltarea dreptului administrativ ca o ramură de drept a fost introducerea principiului separației puterilor în stat în Constituțiile Statelor Unite ale Americii (1787) și în Constituția franceză (1791), după Revoluția din 1789. Acest principiu a pus capăt monarhiei absolute și a instaurat democrația, bazată pe suveranitatea națională, drepturile și libertățile individuale și legalitate.
În Principatele Române, dezvoltarea dreptului administrativ a avut loc mai târziu, după 1830, când primele reglementări au fost incluse în Regulamentele Organice. Cu toate acestea, norme privind administrarea treburilor țării au fost elaborate cu mult timp înainte, sub domnia lui Mircea cel Bătrân în Muntenia și Alexandru cel Bun în Moldova. Mai târziu, în 1855, sub domnia lui Grigore Ghica, a fost elaborat un Cod administrativ care a cuprins majoritatea reglementărilor de natură administrativă din perioada 1832-1855.
Aceste reglementări timpurii au inclus primele idei de descentralizare administrativă și, în formă incipientă, principiul separării puterilor în stat. Sistemul de drept român este de tip romano-germanic și cuprinde două mari ramuri: dreptul public și dreptul privat. Dreptul administrativ face parte din ramura de drept public și reglementează relațiile care implică cel puțin un subiect cu putere publică, precum autoritățile administrației publice, personalul care le deserveste, raporturile dintre stat și cetățean, precum și relațiile dintre stat și unitățile administrativ-teritoriale. Acest tip de drept se caracterizează prin faptul că subiecții raporturilor juridice sunt inegali în drepturi și obligații, autoritățile publice având întotdeauna o poziție de superioritate.
În concluzie, dreptul administrativ reprezintă o ramură importantă a dreptului public care reglementează activitățile administrative și relațiile care implică puterea publică, având ca obiect organizarea și funcționarea statului și a structurilor sale organizatorice. Această ramură de drept are o istorie îndelungată și s-a dezvoltat în concordanță cu evoluția societății și a statului.

## Obiectul dreptului administrativ
Obiectul de reglementare al dreptului administrativ cuprinde două situații:
1. reglementarea relațiilor sociale din sfera administrației publice împreună cu alte ramuri ale dreptului public;
2. reglementarea relațiilor sociale din sfera administrației publice împreună cu alte ramuri de drept privat.
Ca și normele de drept constituțional, normele de drept administrativ au un caracter imperativ. În aceste raporturi, organele statului se situează pe poziții de putere față de cetățean, iar raporturile pot să nu se nască prin consimțământul ambelor părți. Răspunderea pentru violarea unei norme administrative atrage după ea o sancțiune de drept administrativ, pentru instituții, respectiv sancțiune contravențională, pentru cetățean.